# Wille Mäkelä
Wille Mäkelä (Hyvinkää, 2 de marzo de 1974) es un deportista finlandés que compitió en curling.
Participó en dos Juegos Olímpicos de Invierno, obteniendo una medalla de plata en Turín 2006 y el quinto lugar en Salt Lake City 2002.
Ganó dos medallas de bronce en el Campeonato Mundial de Curling, en los años 1998 y 2000, y tres medallas en el Campeonato Europeo de Curling entre los años 1999 y 2001.

## Palmarés internacional
| Juegos Olímpicos   | Juegos Olímpicos      | Juegos Olímpicos  | Juegos Olímpicos |
| Año                | Lugar                 | Medalla           | Prueba           |
| ------------------ | --------------------- | ----------------- | ---------------- |
| 2006               | Turín (Italia)        | Medalla de plata  | Equipo           |
| Campeonato Mundial |                       |                   |                  |
| Año                | Lugar                 | Medalla           | Prueba           |
| 1998               | Kamloops (Canadá)     | Medalla de bronce | Equipo           |
| 2000               | Glasgow (Reino Unido) | Medalla de bronce | Equipo           |
| Campeonato Europeo |                       |                   |                  |
| Año                | Lugar                 | Medalla           | Prueba           |
| 1999               | Chamonix (Francia)    | Medalla de bronce | Equipo           |
| 2000               | Oberstdorf (Alemania) | Medalla de oro    | Equipo           |
| 2001               | Vierumäki (Finlandia) | Medalla de bronce | Equipo           |